# Aanslag op Atatürk Airport in Istanbul op 28 juni 2016
Op 28 juni 2016 vond een aanslag plaats in Terminal 2 van Luchthaven Istanbul Atatürk in Istanbul, Turkije. Daarbij kwamen naast de aanslagplegers ten minste 45 mensen om het leven en vielen 239 gewonden.

## Achtergronden
Istanbul maakte in de eerste helft van 2016 drie andere terroristische aanslagen mee. Twee zelfmoordaanslagen in januari en in maart, die beide verbonden waren met de Islamitische Staat (IS), en een autobom in begin juni, opgeëist door de Koerdische Vrijheidsvalken.

## Schietpartijen en bomaanslagen

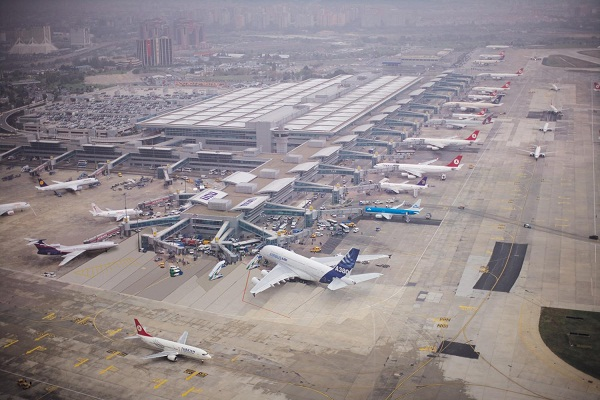
Parkeerterrein en Terminal 2 in 2011

Enkele minuten voor 22:00 Turkse tijd benaderden twee terroristen de röntgenscanner bij een veiligheidscontrole, en openden het vuur. Politieagenten schoten terug. Daarna lieten zelfmoordterroristen bommen op hun lichaam ontploffen. Op de beelden van een beveiligingscamera was te zien dat een aanslagpleger ongeveer 24 meter Terminal 2 (de internationale terminal) binnen was gelopen, toen hij zijn bom liet afgaan. Op beelden was ook te zien dat de bom dicht bij of midden in een groep mensen afging.
Op een video die kort na de aanslagen op Twitter was geplaatst, was een dader te zien die zijn geweer afvuurde op mensen terwijl hij door de terminal liep. Een derde bom werd gedetoneerd op het parkeerterrein buiten, waar ook geschoten werd. Er zouden drie daders geweest zijn die hun explosieven in of dicht bij de terminal lieten ontploffen, hoewel ooggetuigen verklaarden dat vier gewapende mannen wegrenden van de ontploffingen.  Sommige berichten vermeldden dat de explosies in meerdere gedeeltes van de luchthaven plaatsvonden. Een bron van de Amerikaanse inlichtingendienst vertelde aan CBS News dat de aanvallen slechts 90 seconden duurde.
Tijdens en direct na de aanslagen probeerden honderden passagiers en mensen die op de luchthaven waren zich te verbergen in winkels, toiletten en onder bankjes. Mensen die buiten de terminal aankwamen zeiden dat meerdere taxichauffeurs schreeuwden dat ze niet naar binnen moesten gaan omdat er een bom was ontploft.

## Slachtoffers
Onder de slachtoffers zijn onder andere zes mensen uit Saoedi-Arabië en 23 Turkse burgers. Veel van de gewonden hebben het ziekenhuis inmiddels verlaten.
| Land van herkomst   | Overleden |
| ------------------- | --------- |
| Turkije             | 23        |
| Saoedi-Arabië       | 6         |
| Jordanië            | 3         |
| Palestina           | 3         |
| Irak                | 2         |
| Chili               | 1         |
| China               | 1         |
| Iran                | 1         |
| Oekraïne            | 1         |
| Oezbekistan         | 1         |
| Tunesië             | 1         |
| Niet publiek bekend | 2         |
| Totaal              | 45        |

## Nasleep
Na de explosie werden alle vertrekkende vluchten geannuleerd, terwijl alle inkomende vluchten operationeel bleven tot ze werden omgeleid naar een ander vliegveld. Volgens Flightradar24 werden de meeste vluchten met bestemming Istanbul omgeleid naar Izmir of Ankara. De Amerikaanse FAA annuleerde gedurende vijf uur alle Turkse vluchten naar en van de Verenigde Staten. Tien vliegtuigen die al onderweg waren, mochten hun vlucht afmaken. Alle vluchten die werden geannuleerd, waren van Turkish Airlines.

## Verantwoordelijkheid
De Islamitische Staat werd door minister-president Binali Yildrim ervan beschuldigd de aanslagen te hebben gepleegd, hoewel IS geen officiële verantwoordelijkheid had opgeëist.
Op 30 juni 2016 werden berichten gepubliceerd dat drie het zou gaan om drie daders uit Rusland, Oezbekistan en Kirgizië. Daarvoor was al bekendgemaakt dat de daders een taal spraken die hun taxichauffeur niet begreep, vermoedelijk Tsjetsjeens.
De Tsjetsjeen Achmed Tsjatajev werd later verantwoordelijk gehouden voor de aanslag. Hij blies zichzelf in november 2017 op tijdens een 20 uur durende anti-terreurinval in de Georgische hoofdstad Tbilisi. Bij de operatie kwamen twee handlangers van Tsjatajev en een commando om.

## Reacties
De Turkse president Recep Tayyip Erdoğan gaf een verklaring af waarin hij de aanslag veroordeelde, die plaatsvond in de voor moslims heilige maand ramadan. Hij zei dat de aanslag "aantoont dat terrorisme geen rekening houdt met geloof en waarden", hij riep de internationale gemeenschap op om sterk te staan tegen terrorisme, en zwoer dat de strijd van Turkije tegen terreurgroepen nog steeds door zal gaan. Erdogan verklaarde ook: "Turkije heeft de kracht, vastberadenheid en het vermogen om de strijd tegen het terrorisme voort te zetten tot het einde." Op 29 juni werd door Turkije als dag van nationale rouw uitgeroepen.

### Internationaal
Ten minste 80 landen, hetzij door middel van verklaringen van de staatshoofden of hun ministeries van Buitenlandse Zaken, veroordeelden de aanslagen en betogen hun medeleven aan Turkije en aan de slachtoffers van de aanslagen.
De aanslagen werden eveneens veroordeeld door de Verenigde Naties en de Raad van Europa en de Europese Unie toonden hun medeleven en solidariteit voor Turkije.
Na de aanslag werden verschillende gebouwen wereldwijd verlicht in de kleuren van de Turkse vlag. Onder meer de Brandenburger Tor, de Eiffeltoren, het Wembley Stadium in Londen, de Watertorens van Koeweit in Koeweitstad, de oude brug in Mostar, het stadhuis van Ottawa (Canada) en Melbourne (Australië), het gebouw van het ministerie van Buitenlandse Zaken in Mexico, en het parlement van de staat Victoria (Australië).
In Nederland had de gemeente Amsterdam uit solidariteit met de slachtoffers van de aanslag de gevel van het Paleis op de Dam woensdagavond in Turkse kleuren verlicht. Eerder die woensdag hing in Amsterdam ook al de Turkse vlag halfstok op het stadhuis. Ook in onder andere Rotterdam, Den Haag en Utrecht hingen de vlaggen op de gemeentehuizen halfstok.